# Nichirō
Nichirō (jap. 日朗; * 1245; † 1320), geboren in der Provinz Shimousa, war einer der sechs älteren Schüler Nichirens und Neffe des Nisshō.
Wie Nisshō, sah er Nichiren als Reformer des Tendai an und gründete an dem Ort, an dem Nichiren starb, eine Gebetshalle, aus der sich in späteren Jahren der Ikegami Honmon-ji Tempel entwickelte.
Auf ihn gehen die Ikegami-Schule, auch Hikigayatsu-Schule genannt, des Nichiren-Buddhismus zurück.